# 양평군의 향토유적
양평군의 향토유적은 다음 각 호의 어느 하나에 해당하는 것을 말한다.
1. 「문화재보호법」및「경기도 문화재 보호 조례」에 따른 지정문화재로 지정되지 아니한 것으로서 양평군의 역사·예술·학술적으로 가치가 있는 것과 이에 준하는 유·무형의 자료
2. 향토문화재로서 보존가치가 있는 것으로 기대되는 유적
3. 향토문화, 토속, 풍속을 연구하는 데 필요한 자료

## 지정 목록
| 번호 | 그림 | 명칭                           | 소재지                        | 소유자 (관리자)        | 지정·해제일자         | 비고 |
| ---- | ---- | ------------------------------ | ----------------------------- | ---------------------- | --------------------- | ---- |
| 1호  |      | 이유록선생 신도비              | 양평군 용문면 조현리 산48-13  | 이*군                  | 1986년 5월 30일 지정  |      |
| 2호  |      | 조공근 묘 및 신도비            | 양평군 양평읍 도곡리 산30-8   | 한양조씨 종중          | 1986년 5월 30일 지정  |      |
| 3호  |      | 회현리 충신열녀문              | 양평군 양평읍 회현리 274-3    | 문화류씨 종중          | 1986년 5월 30일 지정  |      |
| 4호  |      | 김여지 선생 묘                 | 양평군 강하면 왕창리 산26     | 연안김씨 종중          | 1986년 5월 30일 지정  |      |
| 5호  |      |                                | 양평군                        |                        | 1986년 5월 30일 지정  |      |
| 6호  |      | 이호민선생 묘 및 신도비        | 양평군 옥천면 신복리 산247-1  | 연안이씨 종중          | 1986년 5월 30일 지정  |      |
| 7호  |      | 심충겸선생 묘 및 신도비        | 양평군 옥천면 아신리 산135-1  | 청송심씨 종중          | 1986년 5월 30일 지정  |      |
| 8호  |      | 옥천리 당간지주                | 양평군 옥천면 옥천리 479-4    | 옥천면장               | 1986년 5월 30일 지정  |      |
| 9호  |      | 허씨며느리비                   | 양평군 옥천면 옥천리 747      | 옥천면장               | 1986년 5월 30일 지정  |      |
| 10호 |      | 이제신선생 신도비              | 양평군 서종면 수입리 산41-25  | 이*대                  | 1986년 5월 30일 지정  |      |
| 11호 |      | 보산정                         | 양평군 단월면 보룡리 33-2     | 무안박씨 종중          | 1986년 5월 30일 지정  |      |
| 12호 |      | 박원겸선생 신도비              | 양평군 단월면 보룡리 337-2    | 무안박씨 종중          | 1986년 5월 30일 지정  |      |
| 13호 |      | 유장 양헌수묘                  | 양평군 단월면 덕수리 산59-19  | 남원양씨 종중          | 1986년 5월 30일 지정  |      |
| 14호 |      | 이춘명 효자정문                | 양평군 청운면 갈운리 산32     | 이*수                  | 1986년 5월 30일 지정  |      |
| 15호 |      | 흥은위 정재화묘                | 양평군 청운면 비룡리 산53-1   | 정*용                  | 1986년 5월 30일 지정  |      |
| 16호 |      | 택풍당 및 택당이식선생묘       | 양평군 양동면 쌍학리 314-10   | 덕수이씨 종중          | 1986년 5월 30일 지정  |      |
| 17호 |      | 쌍학리 효열각                  | 양평군 양동면 쌍학리 45-1     | 고*규                  | 1986년 5월 30일 지정  |      |
| 18호 |      | 의병장 이춘영묘                | 양평군 양동면 석곡리 산97-1   | 이*                    | 1986년 5월 30일 지정  |      |
| 19호 |      | 의병장 안승우묘                | 양평군 양동면 석곡리 산11     | 안*용                  | 1986년 5월 30일 지정  |      |
| 20호 |      | 수곡서원                       | 양평군 지평면 수곡리 산101-1  | 안동권씨 종중          | 1986년 5월 30일 지정  |      |
| 21호 |      | 송현리 효자정문                | 양평군 지평면 송현리 813-1    | 최*석                  | 1986년 5월 30일 지정  |      |
| 22호 |      | 어사대부 이적묘                | 양평군 지평면 지평리 산101-22 | 이*현                  | 1986년 5월 30일 지정  |      |
| 23호 |      | 세심정                         | 양평군 용문면 덕촌리 309-2    | 평양조씨 종중          | 1986년 5월 30일 지정  |      |
| 24호 |      | 봉황정                         | 양평군 용문면 광탄리 239-1    | 남원양씨 종중          | 1986년 5월 30일 지정  |      |
| 25호 |      | 택승정                         | 양평군 용문면 광탄리 175-3    | 남원양씨 종중          | 1986년 5월 30일 지정  |      |
| 26호 |      | 조욱 선생묘                    | 양평군 용문면 덕촌리 산7      | 평양조씨 종중          | 1986년 5월 30일 지정  |      |
| 27호 |      | 윤승길 선생묘                  | 양평군 용문면 조현리 산30-1   | 해평윤씨 종중          | 1986년 5월 30일 지정  |      |
| 28호 |      | 숙안공주묘                     | 양평군 용문면 화전리 산24     | 남양홍씨 종중          | 1986년 5월 30일 지정  |      |
| 29호 |      | 불곡리 미륵불                  | 양평군 개군면 불곡리 10       | 미륵사                 | 1986년 5월 30일 지정  |      |
| 30호 |      | 김자지선생묘                   | 양평군 강하면 왕창리 산26     | 연안김씨 종중          | 1987년 11월 26일 지정 |      |
| 31호 |      | 이양우선생묘및신도비           | 양평군 양서면 대심리 산27     | 완아부원군안소공파종중 | 1989년 7월 18일 지정  |      |
| 32호 |      | 대석리 지석묘군                | 양평군 강상면 대석리 7        | 강상면장               | 1989년 7월 18일 지정  |      |
| 33호 |      | 옥천리삼층석탑및유물일괄       | 양평군 옥천면 옥천리 746-1    | 옥천면장               | 1994년 10월 5일 지정  |      |
| 34호 |      | 지평리 선정비림                | 양평군 지평면 지평리 383-1    | 지평면장               | 1997년 12월 20일 지정 |      |
| 35호 |      | 병산리 돌거북상                | 양평군 강상면 병산리 88       | 병산리장               | 1997년 12월 20일 지정 |      |
| 36호 |      | 상원사 석조물 일괄             | 양평군 용문면 연수리 220-5    | 상원사주지             | 2002년 8월 28일 지정  |      |
| 37호 |      | 외재 이단하 선생묘             | 양평군 양동면 쌍학리 산9-1    | 덕수이씨 종중          | 2005년 12월 29일 지정 |      |
| 38호 |      | 혜순옹주묘                     | 양평군 옥천면 신복리 산293-1  | 광산김씨 종중          | 2005년 12월 29일 지정 |      |
| 39호 |      | 앙덕리 지석묘                  | 양평군 개군면 앙덕리 25-4     | 양평군                 | 2005년 12월 29일 지정 |      |
| 40호 |      | 이윤경선생묘 및 신도비         | 양평군 양서면 부용리 산30-4   | 광주이씨숭덕제공파종중 | 2007년 1월 31일 지정  |      |
| 41호 |      | 이중하선생묘                   | 양평군 양평읍 창대리 산82     | 김*근                  | 2007년 1월 31일 지정  |      |
| 42호 |      | 의병장 김백선묘                | 양평군 청운면 갈운리 산125    | 김*만                  | 2008년 3월 19일 지정  |      |
| 43호 |      | 강하 고창제 및 일괄유물        | 양평군 강하면 성덕리 469-3    | 강하면고창제추진위원회 | 2009년 3월 6일 지정   |      |
| 44호 |      | 상심정지                       | 양평군 양서면 대심리 17-41    | 대구서씨대종회         | 2009년 3월 6일 지정   |      |
| 45호 |      | 몽양여운형선생생가지및유물일괄 | 양평군 양서면 신원리 624      | 양평군                 | 2009년 3월 6일 지정   |      |

## 참고 문헌
- 양평군 홈페이지 - 고시/공고